# Mižlja vas
Mižlja vas (nemško Gammersdorf) je naselje v Občini Štalenska gora v Okraju Celovec-dežela na Koroškem v Avstriji.